# NGC 2273
NGC 2273 is een balkspiraalstelsel in het sterrenbeeld Lynx. Het hemelobject werd op 15 september 1867 ontdekt door de Zweedse astronoom Nils Christoffer Dunér.

## Synoniemen
- UGC 3546
- MCG 10-10-15
- MK 620
- ZWG 285.6
- IRAS 06456+6054
- PGC 19688